# Талдинский район
Талдинский район (каз. Талды ауданы) — административно-территориальная единица в составе Карагандинской области, существовавшая в 1977—1988 годах. Центр — посёлок Карагайлы
Талдинский район был образован 15 февраля 1977 года в составе Карагандинской области. В его состав вошли Алгабасский с/с Егиндыбулакского района и Актайлакский, Бактинский, Кайнарбулакский, Киргизский, Томарский, Фрунзенский с/с и Карагайлинской п/с Каркаралинского района.
20 июля 1988 года Талдинский район был упразднён. При этом его территория была разделена между Егиндыбулакским и Каркаралинским районами.